# 星姓
星姓是一個中文姓氏，在中国使用的人口比较稀少。《廣韻》据《羊氏家傳》稱：南陽太守羊續，娶濟北星重女。今山东省曲阜市陵城镇有星家村；河北省盐山县有星马村；青海省平安县有上、下星家庄，湟中县有两个星家庄。星姓也是朝鮮民族的姓氏，在大韩民国姓氏人口排名第183名。日本也存在星姓，音。

## 延伸阅读
[在维基数据编辑]
 《欽定古今圖書集成·明倫彙編·氏族典·星姓部》，出自陈梦雷《古今圖書集成》